# تعفن الغلاصم
تعفن الغلاصم هو مجموعة من الأمراض التي تصيب الأسماك وقد تكون فطرية أو بكتيرية أو فيروسية.
تمثل الغلاصم جزءا مهما في الجهاز التنفسي عند الأسماك، لذا فإن إصابة هدا العضو المهم قد يؤدي إلى نقص تأكسج في دم السمك ويهدد حياتها.

## تعفن الغلاصم الفطري
تعفن الغلاصم الفطري (بالإنجليزية: Branchiomycosis)‏ هو مرض فطري موسمي يصيب الأسماك، مثل سمك الكارب، في الصيف خصوصا يسببه فطر البرانكيوميكوزس أو الفطر الخيشومي النزفي (Branchimoycas Sanguinis)، وهو من الطلائعيات البيضية، يهاجم هذا الفطر الشرايين الغلصمية لغناها بالأوكسجين حيث يتكاثر في الشعيرات الدموية حتى تنفجر فينتشر على كامل الغلاصم ويسبب تفتتها حيث تنفق الأسماك بالاختناق.
يكون لون الغلاصم ما بين الأحمر النزفي والباهت، كما تتفتت الصفيحات الغلصمية ويظهر التصاق الصفيحات الغلصمية فيما بينها بعد الشفاء.
من العوامل المساعدة على انتشار المرض قلة تدفق الماء إلى الأحواض أو قلة تجديد مياه الأحواض، كما أن ارتفاع درجات الحرارة فوق 25 مئوية هو عامل مسبب آخر، بالإضافة لكون تلوث المياه بكميات من المواد العضوية وخاصة في مزارع تربية البط مع الأسماك. لذا يجب تجنب هذه العوامل لمنع ظهور المرض وانتشاره.
لغرض معالجة المرض في حالة ظهوره، يجب وقف تقديم الأعلاف، وزيادة تدفق الماء إلى الأحواض وتجديد مائها، كما يجب رش الكلس الحي في الأحواض، كما يمكن استعمال مادة معقمة لرش وغسل الأحواض لغرض القضاء على هذا المرض. كما يجب تجفيف الأحواض في الخريف بعد بيع الأسماك أو بعد تفريغها من الأسماك. أما الأسماك الميتة في الأحواض فيجب إخراجها وإتلافها خارج الماء.
هذا المرض لا ينتقل إلى الإنسان.

## كارثة نفوق الأسماك في العراق (2018)
في شهر تشرين الأول وبداية شهر تشرين الثاني 2018، شهدت محافظة بابل في العراق وبالأخص في المسيب ظاهرة نفوق أعداد كبيرة من الأسماك في نهر الفرات، كما رصدت في الطارمية والراشدية على نهر دجلة.
وقد توقع أطباء بيطريون أن يكون سبب النفوق هو تلوث في المياه أو الغذاء مما أدى بدوره إلى تسمم أو التهاب معوي وعفن في غلاصم الأسماك.
وقررت السلطات المحلية في بابل منع دخول الاسماك الحية أو المجمدة إلى المحافظة حتى إشعار آخر. وكذلك فعلت محافظة ذي قار.
ولم تستبعد وزارة الزراعة العراقية أن يكون نفوق الأسماك نتيجة صراع في السوق بين المربين والمستوردين ومحاولتهم السيطرة على سوق الأسماك.